# Dactylostega
Dactylostega is een geslacht van mosdiertjes uit de  familie van de Foveolariidae en de orde Cheilostomatida. De wetenschappelijke naam van het geslacht werd in 1983 voor het eerst geldig gepubliceerd door Hayward & Cook.

## Soorten
- Dactylostega prima Hayward & Cook, 1983
- Dactylostega spiralis Gordon & Taylor, 2015  †
- Dactylostega spissimuralis (Hayami, 1975)
- Dactylostega tubigera (Busk, 1884)